# Cotton Mather
Cotton Mather (/mæðər/ 12. února 1663 – 13. února 1728) byl puritánský duchovní z Nové Anglie, plodný spisovatel a pamfletista. Mather patřil k nejdůležitějším intelektuálním osobnostem anglicky mluvící koloniální Ameriky. Dnes je připomínán hlavně pro jeho dějiny novoanglické církve Magnalia Christi Americana (1702) a další historická díla, pro jeho vědecké práce o hybridizaci rostlin a podpoře očkování jako prostředku předcházení neštovicím a jiným infekčním chorobám a pro jeho podporu salemských čarodějnických procesů v letech 1692–3, v nichž se zvláště angažoval za odsouzení a oběšení katoličky Ann Gloverové. Rovněž v Americe propagoval novou newtonovskou vědu a poslal mnoho vědeckých zpráv Královské společnosti v Londýně, která ho v roce 1723 zvolila za člena. Byl ve své době kontroverzní osobností a neúspěšně usiloval u místo rektora Harvardu, které předtím zastával jeho otec Increase Mather, další důležitý puritánský intelektuál.